# Jevgenij Dadonov
Jevgenij Anatoljevič Dadonov (rusky Евгений Анатольевич Дадонов, * 12. března 1989, Čeljabinsk, Sovětský svaz, dnes Rusko) je ruský hokejový útočník momentálně hrající za tým Dallas Stars v NHL. Jeho předchozí působiště bylo v NHL za tým Ottawa Senators.
Reprezentoval Ruskou hokejovou reprezentaci na MS 2014, 2015, 2016, 2017, 2018 a 2019 i jako junior na MSJ 2008 a 2009.
Zahrál si také v roce 2016 na Světovém poháru, kde reprezentoval tým Ruska.

## Statistiky

### Klubové statistiky
| Sezóna      | Klub                 | Soutěž      |     | Základní část | Základní část | Základní část | Základní část | Základní část |    | Play off | Play off | Play off | Play off | Play off |
| Sezóna      | Klub                 | Soutěž      | Z   | G             | A             | B             | TM            | Z             | G  | A        | B        | TM       |          |          |
| 2005/06     | Traktor Čeljabinsk   | RUS-2       | —   | —             | —             | —             | —             | 1             | 0  | 0        | 0        | 0        |          |          |
| 2006/07     | Traktor Čeljabinsk   | RSL         | 24  | 16            | 5             | 21            | 8             | —             | —  | —        | —        | —        |          |          |
| 2007/08     | Traktor Čeljabinsk   | RSL         | 43  | 7             | 13            | 20            | 20            | 2             | 0  | 0        | 0        | 0        |          |          |
| 2008/09     | Traktor Čeljabinsk   | KHL         | 40  | 11            | 4             | 15            | 8             | 3             | 0  | 0        | 0        | 2        |          |          |
| 2009/10     | Rochester Americans  | AHL         | 76  | 17            | 23            | 40            | 36            | 7             | 0  | 1        | 1        | 0        |          |          |
| 2009/10     | Florida Panthers     | NHL         | 4   | 0             | 0             | 0             | 0             | —             | —  | —        | —        | —        |          |          |
| 2010/11     | Rochester Americans  | AHL         | 24  | 8             | 8             | 16            | 4             | —             | —  | —        | —        | —        |          |          |
| 2010/11     | Florida Panthers     | NHL         | 36  | 8             | 9             | 17            | 14            | —             | —  | —        | —        | —        |          |          |
| 2011/12     | San Antonio Rampage  | AHL         | 20  | 5             | 4             | 9             | 4             | —             | —  | —        | —        | —        |          |          |
| 2011/12     | Florida Panthers     | NHL         | 15  | 2             | 1             | 3             | 2             | —             | —  | —        | —        | —        |          |          |
| 2011/12     | Charlotte Checkers   | AHL         | 35  | 3             | 16            | 19            | 6             | —             | —  | —        | —        | —        |          |          |
| 2012/13     | HK Donbass Doněck    | KHL         | 52  | 14            | 23            | 37            | 12            | —             | —  | —        | —        | —        |          |          |
| 2013/14     | HC Donbass Doněck    | KHL         | 54  | 15            | 14            | 29            | 24            | 13            | 7  | 4        | 11       | 4        |          |          |
| 2014/15     | SKA Petrohrad        | KHL         | 53  | 19            | 27            | 46            | 10            | 22            | 15 | 5        | 20       | 8        |          |          |
| 2015/16     | SKA Petrohrad        | KHL         | 59  | 23            | 23            | 46            | 4             | 15            | 3  | 6        | 9        | 2        |          |          |
| 2016/17     | SKA Petrohrad        | KHL         | 53  | 30            | 36            | 66            | 39            | 18            | 9  | 10       | 19       | 2        |          |          |
| 2017/18     | Florida Panthers     | NHL         | 74  | 28            | 37            | 65            | 8             | —             | —  | —        | —        | —        |          |          |
| 2018/19     | Florida Panthers     | NHL         | 82  | 28            | 42            | 70            | 8             | —             | —  | —        | —        | —        |          |          |
| 2019/20     | Florida Panthers     | NHL         | 69  | 25            | 22            | 47            | 10            | 4             | 0  | 1        | 1        | 2        |          |          |
| 2020/21     | Ottawa Senators      | NHL         | 55  | 13            | 7             | 20            | 4             | —             | —  | —        | —        | —        |          |          |
| 2021/22     | Vegas Golden Knights | NHL         | 78  | 20            | 23            | 43            | 18            | —             | —  | —        | —        | —        |          |          |
| 2022/23     | Montreal Canadiens   | NHL         | 50  | 4             | 14            | 18            | 16            | —             | —  | —        | —        | —        |          |          |
| 2022/23     | Dallas Stars         | NHL         | 23  | 3             | 12            | 15            | 2             | 16            | 4  | 6        | 10       | 2        |          |          |
| 2023/24     | Dallas Stars         | NHL         | 51  | 12            | 11            | 23            | 8             | 19            | 3  | 4        | 7        | 2        |          |          |
| KHL celkově | KHL celkově          | KHL celkově | 311 | 112           | 128           | 240           | 97            | 71            | 34 | 26       | 60       | 18       |          |          |
| NHL celkově | NHL celkově          | NHL celkově | 537 | 143           | 178           | 321           | 90            | 39            | 7  | 11       | 18       | 6        |          |          |

### Reprezentační statistiky
| Rok                       | Tým                       | Soutěž                    | Z  | G  | A  | B  | TM |
| ------------------------- | ------------------------- | ------------------------- | -- | -- | -- | -- | -- |
| 2007                      | Rusko                     | MS18                      | 7  | 2  | 2  | 4  | 2  |
| 2008                      | Rusko                     | MSJ                       | 7  | 0  | 0  | 0  | 4  |
| 2009                      | Rusko                     | MSJ                       | 7  | 2  | 5  | 7  | 2  |
| 2014                      | Rusko                     | MS                        | 10 | 0  | 2  | 2  | 0  |
| 2015                      | Rusko                     | MS                        | 10 | 4  | 7  | 11 | 2  |
| 2016                      | Rusko                     | MS                        | 10 | 6  | 7  | 13 | 6  |
| 2016                      | Rusko                     | SP                        | 4  | 0  | 1  | 1  | 0  |
| 2017                      | Rusko                     | MS                        | 10 | 3  | 5  | 8  | 0  |
| 2018                      | Rusko                     | MS                        | 8  | 2  | 5  | 7  | 2  |
| 2019                      | Rusko                     | MS                        | 10 | 7  | 4  | 11 | 0  |
| Juniorská kariéra celkově | Juniorská kariéra celkově | Juniorská kariéra celkově | 21 | 4  | 7  | 11 | 8  |
| Seniorská kariéra celkově | Seniorská kariéra celkově | Seniorská kariéra celkově | 62 | 22 | 31 | 53 | 10 |